# Christine Höffler
Marie Christine Höffler, später Schwester Anna (* 13. März 1827 in Frankfurt am Main; † 30. November 1878 in Madrid), war eine deutsche Porträt- und Historienmalerin sowie Ordensschwester der Gesellschaft vom Heiligen Herzen Jesu (Sacré-Cœur).

## Leben
Wie ihre Geschwister, die späteren Maler Eleonora Höffler (1824–1899), Adolf Johann Höffler und Emilie Höffler (1838–1912), war Christine Höffler zunächst Schülerin ihres Vaters, des Porträtmalers und Leiters einer privaten Mal- und Zeichenschule Heinrich Friedrich Höffler in Frankfurt am Main. Danach erhielt sie von 1844 bis 1846 eine Ausbildung am Städelschen Kunstinstitut bei Jakob Becker und von 1847 bis 1850 – zusammen mit ihrem Bruder Adolf Johann – bei Karl Ferdinand Sohn in Düsseldorf.
Anfangs malte sie Bürger- und Adelsporträts, etwa der gräflichen Familie von Bussière in Reichshoffen im Elsass (1851). Sie konvertierte zum Katholizismus und trat in die Gesellschaft vom Heiligen Herzen Jesu (Sacré-Cœur) ein. Als Schwester Anna war sie Nonne in den Klöstern Kientzheim im Elsass, Conflans-sur-Seine und Lyon. Für ihren Orden schuf sie Bildnisse, religiöse Historien, Altarbilder, etwa das Werk Trauernde Magdalena für eine Kirche in Moulins-sur-Allier, und Kreuzwegstationen (ebenda). Zugleich gab sie Mal- und Zeichenunterricht.
1874 stellte sie im Frankfurter Kunstverein Madonnen nach Raffael und Leonardo da Vinci aus.